# Campionati europei di ciclismo su strada 1998
I Campionati europei di ciclismo su strada 1998 si disputarono ad Uppsala, in Svezia, nell'agosto 1998.

## Medagliere
| Pos.   | Nazione     | Oro | Argento | Bronzo | Totale |
| ------ | ----------- | --- | ------- | ------ | ------ |
| 1      | Lituania    | 1   | 1       | 1      | 3      |
| 2      | Svezia      | 1   | 1       | 0      | 2      |
| 3      | Russia      | 1   | 0       | 0      | 1      |
| 3      | Slovenia    | 1   | 0       | 0      | 1      |
| 5      | Belgio      | 0   | 1       | 0      | 1      |
| 5      | Italia      | 0   | 1       | 0      | 1      |
| 7      | Germania    | 0   | 0       | 1      | 1      |
| 7      | Paesi Bassi | 0   | 0       | 1      | 1      |
| 7      | Ungheria    | 0   | 0       | 1      | 1      |
| Totale | Totale      | 4   | 4       | 4      | 12     |

## Sommario degli eventi
| Eventi                 | Oro                      | Tempo | Argento                  | Tempo | Bronzo                        | Tempo |
| Uomini Under-23        |                          |       |                          |       |                               |       |
| Gara in linea dettagli | Zoran Klemenčič Slovenia | ?     | Andy Vidts Belgio        | ?     | Raphael Schweda Germania      | ?     |
| Cronometro dettagli    | Oleg Joukov Russia       | ?     | Marco Pinotti Italia     | ?     | László Bodrogi Ungheria       | ?     |
| Donne Under-23         |                          |       |                          |       |                               |       |
| Gara in linea dettagli | Susanne Ljungskog Svezia | ?     | Diana Žiliūtė Lituania   | ?     | Mirella van Melis Paesi Bassi | ?     |
| Cronometro dettagli    | Diana Žiliūtė Lituania   | ?     | Susanne Ljungskog Svezia | ?     | Rasa Mažeikytė Lituania       | ?     |